# Francis Newdegate
Francis Newdegate (do 1902 Francis Newdigate; ur. 31 grudnia 1862 w Londynie, zm. 2 stycznia 1936 w Nuneaton) – brytyjski polityk, członek Partii Konserwatywnej. W latach 1892–1906 i ponownie 1909-1917 poseł do Izby Gmin, następnie gubernator Tasmanii (1917-1920) i gubernator Australii Zachodniej (1920-1924).

## Biografia
Był synem wysokiego oficera armii. Uczęszczał do Eton College, następnie kontynuował naukę w Lipsku i Hanowerze, a później ukończył Royal Military College w Sandhurst. Przez wiele lat służył jako oficer brytyjskiej armii. W takim charakterze w latach 1885-1887 po raz pierwszy przebywał w Australii. 
W 1892 został wybrany do Izby Gmin jako kandydat konserwatystów w okręgu wyborczym Nuneaton. W 1902 zmienił nazwisko z Newdigate na Newdegate, co było warunkiem objęcia spadku, zawartym w testamencie jego wuja. W 1906 opuścił parlament, ale powrócił do niego trzy lata później, tym razem uzyskując wybór w okręgu wyborczym Tamworth. W 1917 objął urząd gubernatora Tasmanii, a trzy lata później przyjął analogiczne stanowisko w Australii Zachodniej. 
W 1924 powrócił do Wielkiej Brytanii, przeszedł na emeryturę i osiadł w należących do niego dobrach w hrabstwie Warwickshire. Zmarł w wieku 73 lat. 

## Odznaczenia
Newdegate dwukrotnie otrzymał Order św. Michała i św. Jerzego. W 1917 został nim wyróżniony w klasie Rycerzy Komandorów (co dało mu prawo do dopisywania tytułu Sir przed nazwiskiem), zaś w 1925 został awansowany do najwyżej klasy, Rycerzy Wielkiego Krzyża.